# Хохлома
Хохлома́ — старинный русский народный промысел, появившийся в XVII веке в селе Хохлома (с XVIII века по 1929 год — центр Хохломской волости Семёновского уезда Нижегородской губернии, с 1929 по 1936 год — Ковернинского района Нижегородской области РСФСР и Нижегородского (Горьковского) края и с 1936 по 1990 год — Горьковской области, ныне центр Хохломского сельсовета Ковернинского района Нижегородской области). Представляет собой декоративную роспись деревянной посуды и мебели, выполненную красными, зелёными и золотистыми тонами по чёрному фону.

## Роспись
Роспись выглядит ярко, несмотря на тёмный фон. Для создания рисунка используются такие цвета, как красный, жёлтый, оранжевый, зелёный (немного) и голубой. Также в росписи всегда присутствует золотой цвет. Традиционные элементы хохломы — красные сочные ягоды рябины и земляники, цветы и ветки. Также часто встречаются птицы, рыбы и звери.
Покрытая узорами хохлома напоминала драгоценную посуду. Ценили её и за практичность: дерево не трескалось от высоких температур, поэтому такой ложкой было удобно есть горячие щи.
- Изделия с Ковернинской хохломской росписью
- Набор изделий с хохломской росписью
- Ларец, расписанный под Хохлому
- Хохломская роспись на разделочной доске
- Хохломская роспись с гербом Нижнего Новгорода
- Хохломская роспись в декоре велосипеда
- Изделия с хохломской росписью

## История
Предполагают, что хохломская роспись возникла в XVII веке на левом берегу Волги, в деревнях Большие и Малые Бездели, Мокушино, Шабоши, Глибино, Хрящи. Село Хохлома была крупным центром сбыта, куда свозили готовые изделия, оттуда и пошло название росписи. 
Так как ближайшей железнодорожной станцией от Ковернина была станция Семёнов, то этот вид росписи в начале XX века приобрёл там значительное развитие. Тем не менее родиной хохломы считается Ковернино, что отражено в утверждённом гербе района.
Существует множество версий происхождения хохломской росписи. 
По наиболее распространённой версии, уникальный способ окраски деревянной посуды «под золото» в лесном Заволжье и само рождение промысла приписывалось старообрядцам. Ещё в давние времена среди жителей местных деревень, надёжно укрытых в глухомани лесов, значительную долю составляли старообрядцы, то есть люди, спасавшиеся от гонения за «старую веру».
Среди переселившихся на Нижегородскую землю старообрядцев было немало иконописцев, мастеров книжной миниатюры. Они привезли с собой древние иконы и рукописные книги, принесли тонкое живописное мастерство, каллиграфию свободного кистевого письма и образцы богатейшего растительного орнамента.
В свою очередь местные мастера отменно владели токарным делом, передавали из поколения в поколение навыки изготовления посудных форм, искусство объёмной резьбы. На рубеже XVII—XVIII столетий лесное Заволжье стало настоящей художественной сокровищницей. Искусство хохломы унаследовало от заволжских мастеров «классические формы» токарной посуды, пластику резных форм ковшей, ложек, а от иконописцев — живописную культуру, мастерство «тонкой кисти» и, что не менее важно, секрет изготовления «золотой» посуды без применения золота.
Впрочем, есть документы, свидетельствующие об обратном. Способ имитации позолоты на дереве, родственный хохломскому, использовался нижегородскими ремесленниками в окраске деревянной посуды ещё в 1640—1650 годах, до появления старообрядчества. В крупных нижегородских ремесленных сёлах Лысково и Мурашкино, в заволжском селе Семёновском (будущий город Семёнов — один из центров хохломской росписи) изготовлялась деревянная посуда — братины, ковши, блюда для праздничного стола — окрашенная «на оловянное дело», то есть с применением оловянного порошка. Способ окраски деревянной посуды «на оловянное дело», вероятно, предшествовавший хохломскому, сложился из опыта иконописцев и местных поволжских традиций посудного ремесла.
Производство хохломской посуды долгое время сдерживалось дороговизной привозимого олова. Обеспечить оловом мастеров мог только очень состоятельный заказчик. В Заволжье такими заказчиками оказались монастыри. Так, сёла Хохлома, Скоробогатово и около 80 селений по рекам Узоле и Керженцу работали на Троице-Сергиев монастырь. Из документов монастыря видно, что крестьяне этих сёл вызывались для работы в мастерских Лавры, где могли познакомиться с производством праздничных чаш и ковшей. Не случайно, что именно сёла Хохлома и Скоробогатово стали родиной оригинальной росписи посуды, так похожей на драгоценную.
Обилие леса, близость Волги — главной торговой артерии Заволжья — также способствовали развитию промысла: гружённые «щепным» товаром суда направлялись в Городец, Нижний Новгород, Макарьев, славившиеся своими ярмарками, а оттуда — в Саратовскую и Астраханскую губернии. Через прикаспийские степи хохломская посуда доставлялась в Среднюю Азию, Персию, Индию. Англичане, немцы, французы охотно скупали заволжскую продукцию в Архангельске, куда она доставлялась через Сибирь. Крестьяне вытачивали, расписывали деревянную посуду и везли её для продажи в крупное торговое село Хохлома Нижегородской губернии, где был торг. Отсюда и пошло название «хохломская роспись», или просто «хохлома».
Существует и легендарное объяснение появления хохломской росписи. Будто бы был иконописец Андрей Лоскут, который бежал из столицы, недовольный церковными нововведениями патриарха Никона, и стал в глуши приволжских лесов расписывать деревянные поделки и писать иконы по старому образцу. Прознал про это патриарх Никон и отправил за непокорным иконописцем солдат. Отказался подчиниться Андрей, сжёг себя в избе, а перед смертью завещал людям сохранить его мастерство. Искрами изошёл, рассыпался Андрей. С той поры и горят алым пламенем, искрятся золотыми самородками яркие краски хохломы.
В XIX веке посуда и мебель с оригинальной окраской и росписью получили широкую известность и в России, и за рубежом. Во второй половине XIX века возрос интерес к хохломе как к искусству. И в 1853 году её представили на Всероссийской промышленной выставке в Москве, а позднее в Петербурге и Нижнем Новгороде. После Всемирной выставки 1889 года в Париже экспорт хохломских изделий увеличился: их закупали торговые фирмы Германии, Англии, Франции, Индии.
Во второй половине XIX века в ассортименте хохломской продукции появилась мебель для детей и взрослых.
В Семёнове в 1916 году специальную школу хохломской росписи основал Георгий Петрович Матвеев, в настоящее время это предприятие народных художественных промыслов «Хохломская роспись» — крупнейший производитель художественных изделий из дерева с хохломской росписью.
В 1920-е годы разрозненные хохломские кустари начали объединяться в артели промысловой кооперации, ставшей новой формой организации их труда. В 1929 году появилось Семёновское промысловое товарищество. В 1931 году оно было реорганизовано в объединение «Ложкосоюз», в рамках которого была учреждена специальная артель «Экспорт».
С первых дней Великой Отечественной войны предприятия перестроились на военный лад, делали изделия для фронта: лыжи, деревянные лопаты, сани, приклады для автоматов, ручки к сапёрным лопатам, ящики для гранат. Вместо ушедших на фронт рабочих к станкам вставали подростки.
В 1950 году у мастеров «Хохломской росписи» в Семёнове (так стала называться артель) формируется новый почерк, появляется тенденция к усложненности росписи, нарядности. В 1960 году артель перерождается в крупную фабрику «Хохломская роспись», происходит техническое переоснащение, вводятся в действие новые цеха. А в 1971-м на базе фабрики создано крупное производственно-художественное объединение. 
«Постановление ЦК КПСС «О народных художественных промыслах», принятое 17 декабря 1974 года подтвердило значение народного искусства как части культуры и на многие годы определило меры для развития.
В 1970–1980-е годы продукция с хохломской росписью была практически в каждой советской семье. Кроме того, вплоть до 1990 годов фабрики работали на экспорт во многие страны мира.
После распада СССР хохломская роспись пережила трудные времена — сокращение числа мастеров. Если в советский период промыслом было занято 2500 человек, то к 2008 году — 1500, а в 2017 году — лишь 650.
В 2000-е годы хохлома вновь стала популярна благодаря использованию её мотивов в дизайне современных предметов, таких как одежда, аксессуары и гаджеты.

## Современность
В настоящее время у хохломской росписи два центра: город Семёнов, где находятся фабрики «Хохломская роспись» и «Семёновская роспись», и деревня Сёмино Ковернинского района, где работает предприятие «Хохломский художник», объединяющее мастеров деревень Ковернинского района: Сёмино, Кулигино, Новопокровское и др. «Хохломский художник» активно продвигает свою продукцию. В Сёмино расположено также предприятие, занимающееся выпуском деревянных шкатулок с хохломской росписью (ООО «Промысел»).
АО «Хохломская роспись» — единственное объединение, изготавливающее мебель с хохломской росписью: десертные, подвижные, прикроватные, сервировочные столы, а также столярную мебель (мягкие, жёсткие стулья и кровати различных конструкций, детскую мебель). По состоянию на 2025 год в АО «Хохломская роспись» занято 196 мастеров.
Хохлома сегодня это не только промысел. В 2024 году был создан торговый дом «Хохлома» и одноимённый бренд, который создаёт новые актуальные формы и визуальные элементы, чтобы вернуть хохлому в повседневную жизнь современного человека и сохранить традиции, что делает культуру более доступной и понятной для современного общества. В своей деятельности бренд стремится пробудить чувство гордости за Россию, вернуть в обиход культурный код, формируя ощущение причастности к богатому культурному наследию страны. Первым крупным проектом стала совместная коллекция с дизайнером Алёной Ахмадуллиной, которую представили в ГУМе на Красной площади в Москве. Под совместным брендом выпустили одежду, ювелирные изделия, аксессуары, мебель, предметы быта, детские игрушки и многое другое. Все вещи являются уникальными и вдохновлены богатой историей промысла. Для создания каждого продукта используется сырьё высокого класса, а также индивидуально разработанный дизайн под руководством Алёны Ахмадуллиной. Кроме того, на фабрике в рамках данной коллекции производят посуду и предметы декора, включая коллекционные модели. 
Хохлома как бренд воплощает в себе современный формат вещей (одежда, мебель, посуда, ювелирные украшения и прочее), при этом сохраняя свою идентичность. Коллекция представляет собой синтез многовекового художественного наследия и современного дизайнерского видения, включая в себя интерьерный декор, домашнюю утварь, одежду, посуду, мебель и ювелирные украшения. 
Весной 2025 года в центре Нижнего Новгорода открыли новое культурное пространство, посвящённое хохломе. Оно объединило салон-магазин с продукцией бренда «Хохлома» и выставку «Золото за Волгой. 10 историй о хохломе». В экспозиции представлены предметы разных эпох, позволяющие проследить эволюцию хохломского искусства — от формы до лакового покрытия. Каждая из десяти историй фокусируется на определённом аспекте хохломы, будь то история, традиция, классика, эксперимент, технология и дизайн. Таким образом, выставка демонстрирует, как хохлома менялась с течением времени, отражая запросы и особенности каждой эпохи.
В 2025 году проект «Хохлома х Алёна Ахмадуллина» победил в номинации «Открытие года» во II Российской премии в области народных художественных промыслов «На_родном». Кроме того, по результатам экспертной «Лучшим местом традиционного бытования народных художественных промыслов» стал город Семёнов, «Лучшии музеем народных художественных промыслов» — музейно-туристический центр «Золотая хохлома».

## Технология
Уникальный старинный способ изготовления изделий с хохломской росписью почти не претерпел изменений. Сначала делают грубые бруски-заготовки из дерева. Затем на токарном или фрезерном станке придают заготовке нужную форму. Полученные изделия — резные ковши и ложки, поставцы и чашки, представляющие собой основу для росписи, — называются «бельё».
После сушки «бельё» грунтуют масляным грунтом (ранее покрывали жидкой очищенной глиной — вапой). После грунтовки изделие 7—8 часов сушат и вручную покрывают несколькими слоями олифы (льняного масла). Мастер окунает в миску с олифой специальный тампон, приготовленный из овечьей или телячьей кожи, вывернутой наизнанку, а затем быстро втирает в поверхность изделия, поворачивая его так, чтобы олифа распределялась равномерно. Эта операция очень ответственная. От неё будет в дальнейшем зависеть качество деревянной посуды, прочность росписи. В течение дня изделие покрывают олифой 3—4 раза. Последний слой сушат до «небольшого отлипа» — когда олифа слегка прилипает к пальцу, уже не пачкая его. 
Следующий этап — «лужение», то есть втирание в поверхность изделия алюминиевого порошка. Выполняют его также вручную тампоном из овечьей кожи. После лужения предметы приобретают красивый бело-зеркальный блеск и готовы для росписи.
В росписи применяются масляные краски. Главные цвета, определяющие характер и узнаваемость хохломской росписи, — красный и чёрный (киноварь и сажа), но для оживления узора допускаются и другие — коричневый, светлого тона зелень, жёлтый тон. Кисти для росписи делаются из беличьих хвостов, так, чтобы ими можно было провести очень тонкую линию.
Выделяют роспись двух видов: «верховую», когда по закрашенному серебристому фону красным и чёрным цветом наносят рисунок (криуль — основная линия композиции, на неё «насаживают» такие элементы, как осочки, капельки, усики, завитки и т. д.), и «под фон» («фоновую»), когда сначала намечают контур орнамента, а потом чёрной краской заполняют фон, тогда как рисунок листа или цветочка остаётся золотым). Кроме того, существуют разнообразные виды орнаментов:
- «пряник» — обычно внутри чашки или блюда геометрическая фигура (квадрат или ромб), украшенная травкой, ягодами, цветами;
- «травка» — узор из крупных и мелких травинок;
- «кудрина» — листья и цветы в виде золотых завитков на красном или чёрном фоне.

Используют мастера и упрощённые орнаменты. Например, «крап», который наносят штампиком, вырезанным из пластинок гриба-дождевика, или особым образом свёрнутым кусочком ткани. Все изделия расписываются вручную, причём роспись нигде не повторяется. 
Но какой бы выразительной ни была роспись — пока узор или фон остаются серебристыми, это ещё не настоящая хохлома. Расписанные изделия 4—5 раз покрывают специальным лаком (с промежуточной сушкой после каждого слоя) и, наконец, закаливают в течение 3—4 часов в печи при температуре +150…+160 °C до образования масляно-лаковой плёнки золотистого цвета. От нагрева лак желтеет, обращая серебристую поверхность в золотую, и деревянная посуда становится похожей на драгоценную. Так получается знаменитая золотая хохлома.

## Фестиваль «Золотая хохлома»
Ежегодно с 2004 года в городе Семёнове проводится фестиваль «Золотая хохлома», который собирает не только местных мастеров, но и умельцев из разных регионов России, а с 2013 года мероприятию был присвоен статус международного. Впервые к российским мастерам тогда присоединились мастера из Республики Беларусь, Украины, Узбекистана, Ирана, Германии и Японии. В дни фестиваля гости могут побывать на предприятии «Хохломская роспись», познакомиться с мастерами, принять участие в мастер-классах, узнать что-то новое о промысле как о живом наследии.  
Каждый год АО «Хохломская роспись» презентует уникальный символ фестиваля «Золотая хохлома». Так, например, для первого фестиваля в 2004 году была изготовлена ложка длиной 265 сантиметров, в 2014-м — олимпийская матрёшка «Сочи 2014» высотой 90 сантиметров, в 2021-м — резная композиция в честь 800-летия Нижнего Новгорода «Нижегородский Олень» высотой 2,6 метра, в 2024 году символом праздника стала двухметровая резная композиция «Возрождение», олицетворяющая промысел, владение им, а также достоинство и честь семейных династий мастеров. В 2025 году для фестиваля создали резную композицию «Часы», которая символизирует бег времени, подчеркивая, что даже в своём развитии хохлома сохраняет многовековые традиции. 
В 2024 году Международный фестиваль народных художественных промыслов «Золотая хохлома» завоевал Гран-при XIII Международной премии Russian Event Awards в номинации «Лучшее туристическое событие по популяризации народных художественных промыслов и ремёсел». 
Кроме того, в 2024 году фестиваль признали лучшим событийным мероприятием в сфере народных художественных промыслов на Первой Российской премии в области народных художественных промыслов «На_родном».
В 2025 году Международный фестиваль народных художественных промыслов «Золотая хохлома» был признан «Событием года» по итогам национальной туристической премии «Маршрут построен». Также событие заняло 3 место в номинации «Лучший региональный фестиваль» III Международного фестиваля событийного маркетинга bema!
В июне 2025 года фестиваль «Золотая хохлома» получил серебряную награду в номинации «Лучшее массовое мероприятие» премии в области маркетинга и креатива Silver Mercury.